# James Toney
James Toney (ur. 24 sierpnia 1968 w Grand Rapids) – amerykański bokser, były zawodowy mistrz świata organizacji IBF w kategoriach: średniej (do 72,6 kg), super średniej (do 76,2 kg) oraz junior ciężkiej (do 90,9 kg). W sumie pokonał 11 zawodników o tytuł mistrza świata w trzech kategoriach wagowych. Od 2010 roku zawodnik mieszanych sztuk walki (MMA) wagi ciężkiej.

## Kariera amatorska
Jego bilans walk amatorskich to 33 zwycięstwa i 2 porażki.

## Kariera zawodowa

### Początki kariery
Toney stoczył swoją pierwszą profesjonalną walkę  26 października 1988, pokonując Stephena Lee przez techniczny nokaut w drugiej rundzie. Walka z Sanderline Williamsem (lipiec 1990), w której sędziowie orzekli remis, była pierwszym pojedynkiem bez zwycięstwa w zawodowej karierze Toneya, jednak trzy miesiące później, w rewanżu, pokonał on Williamsa przez jednogłośną decyzję sędziów.
10 Marca 1989 jego manager Johnny "Ace" Smith został zamordowany w Page One Bar w Detroit. Następnym managerem Toneya został Jackie Kallen.
Znaczącym sukcesem Toneya we wczesnym okresie jego kariery było pokonanie Merqui Sosy i wywalczenie tytuł mistrza świata IBC w wadze średniej w 1991 roku. W tym samym roku zdobył też bardziej prestiżowy tytuł IBF, pokonując Michaela Nunna (10 maja 1991).

### Mistrz świata w kategorii super średniej
Toney przeniósł się wkrótce do wagi super średniej i zdobył w niej mistrzostwo IBF w walce z  Iranem Barkleyem (13 lutego 1993). Stoczył trzy zwycięskie walki w obronie tytułu (w tym jedną z  byłym mistrzem świata IBF w wadze średniej Charlesem Williamsem), zanim zmierzył się w obronie pasa IBF w wadze średniej z Royem Jonesem Jr. (18 listopada 1994) przegrywając przez jednomyślną decyzję sędziów (w 3. rundzie nokdaun Toneya). Była to pierwsza porażka Jamesa Toneya na zawodowych ringach.

### Mistrz świata kategorii junior ciężkiej
W sierpniu 2002 Toney pokonał Jasona Robinsona w walce eliminacyjnej do starcia o mistrzostwo świata IBF, będącego w posiadaniu Wasilija Żyrowa. Walka między nimi doszła ostatecznie do skutku 26 kwietnia 2003. Toney wygrał przez jednogłośną decyzję sędziów, posyłając na deski niepokonanego wcześniej Żyrowa w 12. rundzie. Po tej walce Toney przeniósł się do wagi ciężkiej, co zapowiadał jeszcze w czasach, gdy walczył w wadze średniej.

### Waga ciężka
W nowej kategorii wagowej zadebiutował 4 października 2003 zwycięstwem nad byłym mistrzem wagi ciężkiej Evanderem Holyfieldem.
30 kwietnia 2005 pokonał Johna Ruiza przez jednogłośną decyzję sędziów po 12-rundowym pojedynku o tytuł mistrza świata organizacji World Boxing Association (WBA). Jednakże 18 maja 2005 ujawniono wyniki testu antydopingowego, który dał wynik pozytywny. Doprowadziło to do zmiany oficjalnego wyniku walki Toneya z Ruizem na "no contest". WBA nakazało przywrócenie Ruizowi tytułu mistrzowskiego i zdyskwalifikowało Toneya na dwa lata. Toney bronił się, twierdząc, że sterydy podał mu lekarz gdyż miały być pomocne w  leczeniu kontuzji ramienia, której doznał podczas zwycięskiej walki z Rydellem Bookerem.
Po walce z Ruizem Toney wygrał jednogłośną decyzją sędziów z Dominicem Guinnem, zdobywając mało znaczący tytuł IBA. 18 marca 2006 zmierzył się o tytuł mistrza świata federacji WBC z Amerykaninem Hasimem Rahmanem. Sędziowie po dwunastu rundach orzekli remis.
Kolejne dwie walki przegrał na punkty z Nigeryjczykiem Samuelem Peterem. Pierwsza odbyła się w Los Angeles 2 września 2006 i zakończyła się kontrowersyjną niejednogłośną decyzją sędziów. Druga, rewanżowa odbyła się w Hollywood 6 stycznia 2007; tym razem Toney przegrał przez jednogłośną decyzję. Obie walki były walkami eliminacyjnymi federacji WBC do starcia o pas mistrzowski, w którego posiadaniu znajdował się wówczas Oleg Maskajew.
Toney powrócił na ring w maju 2007, gdy pokonał na punkty Danny’ego Batcheldera. Po walce Toney ponownie miał pozytywny wynik kontroli antydopingowej (zażył boldenon i stanozolol), za co został ukarany grzywną 2500 dolarów oraz roczną dyskwalifikacją. Jednak CSAC uznała jego argumentację, że świadomie nie zażywał sterydów, a pozytywny wynik testów wytłumaczył manipulacjami przy butelce wody z której pił, zmniejszając okres dyskwalifikacji do 6 miesięcy. Wyniku walki jednak nie zmieniono i oficjalnym jej zwycięzcą pozostał Toney.
16 lipca 2008 doszło do rewanżu Toneya z Hasimem Rahmanem. Walka została zatrzymana w 3. rundzie, gdyż Rahaman doznał kontuzji rozcięcia łuku brwiowego. Początkowo zarządzono techniczny nokaut na rzecz Jamesa Toneya, jednak CSAC ostatecznie zweryfikowała walkę jako "no contest".
Kolejną walką Toneya było starcie z Fresem Oquendo (13 grudnia 2008). Oquendo został ukarany w ósmej rundzie odebraniem punktu za cios w tył głowy, co okazało się decydującym czynnikiem, który wpłynął na wynik walki. Toney wygrał niejednogłośną decyzją sędziów.
12 września 2009 Toney zmierzył się z Matthew Greerem. Pojedynek zakończył się zwycięstwem Toneya przez KO w drugiej rundzie.
Po ponad roku nieobecności i debiucie w mieszanych sztukach walki Toney powrócił na ring 24 lutego 2011, a jego przeciwnikiem był Damon Reed. Toney wygrał jednogłośnie na punkty.

### Waga junior ciężka
Po tym pojedynku zmienił kategorię wagową na niższą i 4 listopada zmierzył się z Denisem Lebiediewem o pas tymczasowego mistrza federacji WBA w wadze junior ciężkiej ulegając wysoko na punkty.

## Mieszane sztuki walki
W 2010 roku podpisał kontrakt z Ultimate Fighting Championship − największą organizacją MMA na świecie. 28 sierpnia 2010 roku, na gali UFC 118: Edgar vs. Penn 2 w swoim debiucie przegrał po krótkiej, jednostronnej walce przez poddanie (duszenie trójkątne rękami) z byłym pięciokrotnym mistrzem UFC w wadze ciężkiej i półciężkiej, Randym Couture’em. Słaby występ Toneya spowodował, że wkrótce potem władze UFC rozwiązały z nim kontrakt. Mimo to zawodnik wyraził chęć dalszych startów w MMA.
| Wynik     | Bilans | Przeciwnik (bilans przed walką) | Rozstrzygnięcie                      | Runda | Czas | Rozgrywki                 | Data       | Miejsce   | Uwagi                        |
| --------- | ------ | ------------------------------- | ------------------------------------ | ----- | ---- | ------------------------- | ---------- | --------- | ---------------------------- |
| Przegrana | 0-1    | Randy Couture (18-10)           | Poddanie (duszenie trójkątne rękoma) | 1     | 3:18 | UFC 118: Edgar vs. Penn 2 | 28.08.2010 | Las Vegas | Debiut w MMA. Co-Main Event. |

## Film
Wystąpił w filmie Ali w reżyserii Michaela Manna (2001), w którym wcielił się w postać Joe Fraziera.